# Liste der Einträge im National Register of Historic Places im San Juan County (Washington)
Diese Liste der Einträge im National Register of Historic Places im San Juan County (Washington) enthält alle im San Juan County, Washington in das National Register of Historic Places eingetragenen Gebäude, Bauwerke, Objekte, Stätten oder historischen Distrikte.
Diese Liste entspricht dem Bearbeitungsstand des National Park Service/National Register of Historic Places vom 16. August 2024.

## Legende
| NRHP | Historic Place             |
| HD   | National Historic District |
| NHL  | National Historic Landmark |

## Aktuelle Einträge
| [ 2 ] | Name                                     | Bild                                  | Eintragsdatum                 | Lage                                                                                          | Ort                      | Beschreibung |
| ----- | ---------------------------------------- | ------------------------------------- | ----------------------------- | --------------------------------------------------------------------------------------------- | ------------------------ | ------------ |
| 1     | Alderbrook Farmhouse                     | Alderbrook Farmhouse                  | 21. Nov. 1985 ID-Nr. 85002919 | Point Lawrence Rd. 48° 39′ 20″ N, 122° 45′ 47″ W                                              | Doe Bay                  |              |
| 2     | Center School                            | Center School                         | 9. Mai 2022 ID-Nr. 100007711  | 452 Richardson Rd. 48° 28′ 3,4″ N, 122° 54′ 10,8″ W                                           | Lopez Island             |              |
| 3     | Crow Valley School                       | Crow Valley School                    | 27. Aug. 1987 ID-Nr. 87001457 | Crow Valley Rd. 48° 40′ 4″ N, 122° 56′ 42″ W                                                  | Eastsound                |              |
| 4     | Doe Bay General Store and Post Office    | Doe Bay General Store and Post Office | 8. Mai 1986 ID-Nr. 86001017   | am Ende der County Rd. 48° 38′ 29″ N, 122° 46′ 45″ W                                          | Doe Bay and Orcas Island |              |
| 5     | Michael and Myra Donohue House           | Michael and Myra Donohue House        | 9. Jan. 2013 ID-Nr. 12001161  | 1159 N. Beach Rd. 48° 42′ 19,5″ N, 122° 54′ 24,3″ W                                           | Eastsound                |              |
| 6     | Emmanuel Episcopal Church                | weitere Bilder                        | 12. Dez. 1994 ID-Nr. 94001431 | Main St. 48° 41′ 40″ N, 122° 54′ 22″ W                                                        | Eastsound                |              |
| 7     | Krumdiack Homestead                      |                                       | 29. Apr. 1993 ID-Nr. 93000367 | an der Nordküste, zwischen der Fishery Pt. und Pt. Hammond 48° 43′ 3″ N, 123° 1′ 20″ W        | Waldron Island           |              |
| 8     | Little Red Schoolhouse                   | Little Red Schoolhouse                | 19. Juni 1973 ID-Nr. 73001886 | an der Straßenkreuzung von Hoffman Cove und Neck Point Cove Rd. 48° 34′ 22″ N, 122° 57′ 43″ W | Shaw Island              |              |
| 9     | Moran State Park                         | weitere Bilder                        | 2. Jan. 2013 ID-Nr. 12001140  | 3572 Olga Road 48° 38′ 58,5″ N, 122° 50′ 31″ W                                                | Olga                     |              |
| 10    | Orcas Hotel                              | Orcas Hotel                           | 24. Aug. 1982 ID-Nr. 82004284 | In Orcas 48° 35′ 54″ N, 122° 56′ 37″ W                                                        | Orcas Village            |              |
| 11    | Patos Island Light Station               | weitere Bilder                        | 21. Okt. 1977 ID-Nr. 77001355 | am nördlichen Ende von Eastsound auf Patos Island 48° 47′ 21″ N, 122° 58′ 11″ W               | Eastsound                |              |
| 12    | Port Stanley School                      | Port Stanley School                   | 9. Dez. 1994 ID-Nr. 94001437  | Port Stanley Rd. 48° 31′ 32″ N, 122° 52′ 35″ W                                                | Lopez Island             |              |
| 13    | Roche Harbor                             | weitere Bilder                        | 29. Aug. 1977 ID-Nr. 77001356 | nördliche San Juan Island 48° 36′ 32″ N, 123° 9′ 1″ W                                         | San Juan Island          |              |
| 14    | Rosario                                  | weitere Bilder                        | 2. Nov. 1978 ID-Nr. 78002772  | südlich von East Sound auf Orcas Island 48° 38′ 49″ N, 122° 52′ 21″ W                         | Orcas Island             |              |
| 15    | San Juan County Courthouse               | San Juan County Courthouse            | 12. Apr. 1984 ID-Nr. 84003603 | 350 N. Court St. 48° 32′ 9″ N, 123° 1′ 1″ W                                                   | Friday Harbor            |              |
| 16    | San Juan Island National Historic Site   | weitere Bilder                        | 15. Okt. 1966 ID-Nr. 66000369 | zwischen Haro Strait und San Juan Channel 48° 34′ 57″ N, 123° 9′ 1″ W                         | Friday Harbor            |              |
| 17    | San Juan Island, Lime Kiln Light Station | weitere Bilder                        | 15. Dez. 1978 ID-Nr. 78002771 | westlich von Friday Harbor an der CR 1 48° 30′ 56″ N, 123° 9′ 0″ W                            | Friday Harbor            |              |
| 18    | San Juan Lime Company/Cowell’s           | weitere Bilder                        | 6. März 2007 ID-Nr. 07000136  | 1567 West Side Rd. N 48° 31′ 9,6″ N, 123° 9′ 5″ W                                             | Friday Harbor            |              |
| 19    | Tharald Homestead                        |                                       | 17. Jan. 2002 ID-Nr. 01001473 | Hoffman Cove Rd. 48° 33′ 40″ N, 122° 58′ 3″ W                                                 | Shaw Island              |              |